# Brave (조이라이드의 음반)
《Brave》는 잉글랜드의 DJ이자 프로듀서로 존 포드로도 많이 알려져 있는 조이라이드의 첫 번째 정규 음반이다. 2020년 4월 3일 레이블 하드 렉스를 통하여 발매되었다. 총 18곡이 수록되었으며, 미카 민스, 노레이, 마질라, 영스 테플론, Fze, 골드 등이 피처링으로 참여하였다. 또한 보너스 트랙에 수록된 〈Damn〉에는 프레디 깁스가 피처링에 참여하였다.
《Brave》는 하우스, 트랩, 힙합, 그라임, UK 베이스까지 5가지의 뚜렷한 장르가 포함되어 있으며, 포드가 가지고 있는 음악, 에너지, 태도, 문화에 관한 열정을 반영하고 있다. 2019년, 〈I'm Gone〉, 골드가 피처링에 참여한 〈Yuck〉, 〈Madden〉, 그리고 〈Selecta 19〉까지 총 네 곡이 싱글로 발매되었다. 팬들은 조이라이드가 스크릴렉스와 컬래버레이션을 하여 만든 〈Agen Wida〉가 음반의 리드 싱글이 될 것이라고 생각하였으나, 최종적으로는 〈I'm Gone〉이 리드 싱글로 발매되었다.
원래 익스텐디드 플레이(EP)로 발매할 예정이었던 《Brave》는 포드가 수술에서 회복하는 동안 정규 음반으로 확장됐다.

## 트랙 리스트
특별하게 표시한 곳을 제외하고는 모든 곡을 조이라이드가 썼다.
| #            | 제목                                   | 작사·작곡           | 재생 시간 |
| ------------ | -------------------------------------- | ------------------- | --------- |
| 1.           | 〈Pre Op〉                             |                     | 0:42      |
| 2.           | 〈On Fire〉                            |                     | 3:23      |
| 3.           | 〈Got Real〉 (featuring Mika Means)    | Ford Mika Means     | 4:32      |
| 4.           | 〈I Slay〉 (featuring NoLay)           | Ford Isabella Gotti | 3:16      |
| 5.           | 〈Fail Me〉                            |                     | 5:11      |
| 6.           | 〈Thrill〉 (featuring Majilla)         | Ford Majilla        | 3:37      |
| 7.           | 〈Focus〉 (Featuring Fze)              | Ford Fze            | 4:04      |
| 8.           | 〈Arteries〉 (featuring Youngs Teflon) | Ford Youngs Teflon  | 3:24      |
| 9.           | 〈I'm Gone〉                           |                     | 4:45      |
| 10.          | 〈Brooklyn〉                           |                     | 4:42      |
| 11.          | 〈Madden〉                             |                     | 3:46      |
| 12.          | 〈4AM〉                                |                     | 4:29      |
| 13.          | 〈RTTB〉                               |                     | 3:32      |
| 14.          | 〈Selecta 19〉                         |                     | 4:10      |
| 15.          | 〈Milk〉 (Featuring Fze)               | Ford Fze            | 2:41      |
| 16.          | 〈Yardie〉                             |                     | 3:12      |
| 17.          | 〈Yuck〉 (Featuring Gold)              | Ford Gold           | 3:00      |
| 18.          | 〈Damn〉 (Featuring Freddie Gibbs)     | Ford Freddie Gibbs  | 3:40      |
| 총 재생 시간 | 총 재생 시간                           | 총 재생 시간        | 1:06:16   |

비고
- 모든 트랙은 대문자로 표기되어 있다.
- 〈Damn〉은 보너스 트랙으로 발매되었다.[3]

## 크레딧
타이달에서 발췌
- 존 포드 - 제작, 작사 및 작곡
- 타미카 민스 - 작사 및 작곡 (3)
- 나탈리 에이서나시우 - 작사 및 작곡 (4)
- 캐서린 리니 샌더스 - 작사 및 작곡 (6)
- 마크 앤서니 웬델 - 작사 및 작곡 (6)
- 로저 몽고메리 3세 - 작사 및 작곡 (7, 15)
- 지미 콘웨이 - 작사 및 작곡 (8)
- 카원 말릭 스프루일 손더스 - 작사 및 작곡 (17)
- 프레드릭 제이멀 팁튼 - 작사 및 작곡 (18)

## 발매 일정
| 지역 | 날짜           | 포맷            | 레이블    | Ref.  |
| ---- | -------------- | --------------- | --------- | ----- |
| 세계 | 2020년 4월 3일 | 디지털 다운로드 | 하드 렉스 | [ 5 ] |